# Сполучені штати любові
«Сполучені штати любові» (пол. Zjednoczone Stany Milosci) — польський драматичний фільм, знятий Томашем Василевським. Світова прем'єра стрічки відбудеться у лютому 2016 року на Берлінському міжнародному кінофестивалі. Фільм розповідає про чотирьох жінок різного віку, які вирішують змінити своє життя і виконати свої бажання.

## Сюжет
Польща, початок 1990 року. Незважаючи на свободу, що настала, весь час відчувається дух минулої епохи. Чотирьох, на перший погляд, щасливих жінок різного віку пов'язує непереборне бажання змінити своє життя. Агата, молода мати, яка живе в шлюбі без пристрасті, шукає можливості бігти за нездійсненною любов'ю. Вчителька Рената захоплена своєю молодою сусідкою Маженою — провінційною королевою краси, чоловік якої працює в Німеччині. Сестра Мажени Іза працює директором школи і таємно зустрічається з батьком однієї з учениць...

## У ролях
- Юлія Кійовська — Агата
- Маґдалена Целецька — Іза
- Дорота Колак — Рената
- Марта Нерадкевич — Мажена

## Визнання
| Нагороди та номінації фільму «Сполучені штати любові» | Нагороди та номінації фільму «Сполучені штати любові» | Нагороди та номінації фільму «Сполучені штати любові» | Нагороди та номінації фільму «Сполучені штати любові» | Нагороди та номінації фільму «Сполучені штати любові» | Нагороди та номінації фільму «Сполучені штати любові» |
| Рік                                                   | Кінопремія / Кінофестиваль                            | Категорія / Нагорода                                  | Номінант                                              | Результат                                             |                                                       |
| ----------------------------------------------------- | ----------------------------------------------------- | ----------------------------------------------------- | ----------------------------------------------------- | ----------------------------------------------------- | ----------------------------------------------------- |
| 2016                                                  | Берлінський міжнародний кінофестиваль                 | «Золотий ведмідь» за найкращий фільм                  | «Сполучені штати любові»                              | Номінація                                             |                                                       |